# Beijing Automotive Industry Holding

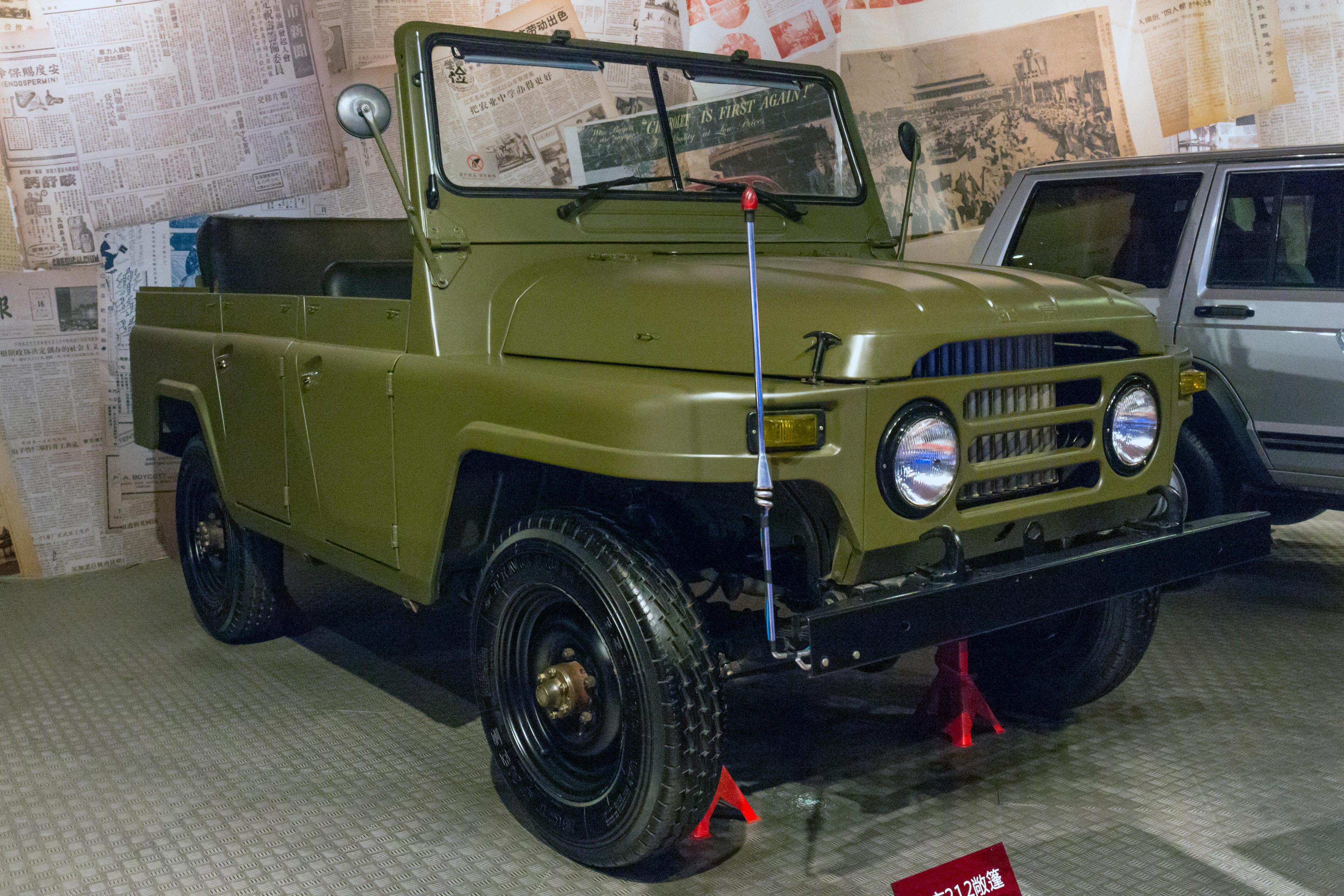
BJ121 jeep (1974)

Beijing Automotive Industry Holding Co. Ltd. (BAIC Group) is een Chinese holding van onder andere de auto- en machinefabrikant Beijing Automotive Import & Export Corporation (BAIEC) en BAIC Motor. Met de omzet over 2019 stond het bedrijf op de 134e plaats gemeten naar omzet op de Fortune Global 500-lijst.

## Geschiedenis
Op 20 juni 1958 werd de eerste sedan aan het publiek gedemonstreerd, de Jinggangshan. Hiermee werd het bestaan van een eigen Chinese automobielfabrikant wereldkundig gemaakt. In de jaren daarna volgende kleine bestelwagens en een jeep, de BJ212.
De holding is ontstaan uit enkele joint ventures met Westerse autofabrikanten, waaronder American Motors Corporation, Hyundai Motor Company en DaimlerChrysler. In mei 1983 tekende het bedrijf een contract met AMC. Het was de eerste overeenkomst met een buitenlandse partij voor de productie van voertuigen in China, in dit geval voor jeeps. In 2002 werd een tweede contract gesloten met Hyundai Motor en werd een joint venture opgericht met de naam Beijing Hyundai Motor Co. Ltd. In 2003 volgde een samenwerkingsovereenkomst met DaimlerChrysler. 
Het bedrijf haalde in 2009 meerdere malen het nieuws. Het leverde voor de eerste keer in haar bestaan meer dan 1 miljoen voertuigen af en de jaaromzet kwam boven de RMB 100 miljard uit. Het deed ook biedingen op onderdelen van General Motors. Ook zou het een aandeel hebben in de overname van Saab door Koenigsegg. Ondanks het afgelasten van die laatste overname, kreeg de holding de productierechten en de technische kennis van de Saab 9-3 en Saab 9-5.
In september 2010 werd BAIC Motor opgericht. Hierin werden de belangrijkste automobielonderdelen, inclusief de joint ventures met buitenlandse autofabrikanten, van het staatsbedrijf in ondergebracht. Dit bedrijfsonderdeel werd op 19 december 2014 naar de beurs gebracht. Het kreeg een notering op de Hong Kong Stock Exchange (beursticker: H-aandelen: 1958). BAIC Group heeft 43% van de aandelen BAIC Motor in handen.
In juli 2018 liep de eerste auto in een nieuwe fabriek in Zuid-Afrika van de band. BAIC Group heeft 11 miljard Zuid-Afrikaanse rand (circa €0,7 miljard) geïnvesteerd in Port Elizabeth waar voertuigen worden geassembleerd. De fabriek geeft een capaciteit van 50.000 voertuigen per jaar, maar er bestaan plannen voor een verdubbeling van de capaciteit. Ongeveer de helft van de productie is bestemd voor de lokale markt en de rest wordt geëxporteerd naar Afrika, het Midden-Oosten en Latijns-Amerika.
Medio 2019 kocht het bedrijf een aandelenbelang van 5% in Daimler AG. BAIC is al jaren een partner van het Duitse automobielconcern en de twee hebben samen de joint venture Beijing Benz Automotive in handen. Daimler is op zijn beurt al sinds 2013 aandeelhouder in BAIC Motor, de beursgenoteerde dochter van de BAIC Group.